# Mamry (właściwe)
Mamry – jezioro w woj. warmińsko-mazurskim, w pow. węgorzewskim, w gminie Węgorzewo. Jezioro znajduje się w Krainie Wielkich Jezior Mazurskich na wysokości 116,2 m n.p.m. Jezioro nie jest samodzielnym jeziorem tylko elementem kompleksu jezior także zwanego Mamry, co niekiedy wywołuje nieco zamieszania. Powierzchnia zwierciadła wody wynosi 2504,4 ha.
Jezioro ma 7,6 km długości i 5,2 km szerokości. Największa głębia ma 43,8 m, ale średnia głębokość nie przekracza 10 metrów i jezioro jest na większości powierzchni stosunkowo płytkie.
Do pozostałych jezior kompleksu Mamr można dopłynąć przez jezioro Kirsajty (na jezioro Dargin) lub przez Kalską Bramkę (na jezioro Święcajty). Na północnym zachodzie znajduje się wyjątkowo głęboka zatoka (to tu znajduje się jedyna głębia Mamr Właściwych), która występuje w literaturze pod osobną nazwą jako Jezioro Przystań. Z jeziora wypływa rzeka Węgorapa i wychodzi niedokończony Kanał Mazurski. Węgorapą i potem kanałem Węgorzewskim można dopłynąć do portu w Węgorzewie.
Na jeziorze znajdują się liczne wyspy, do których nie wolno przybijać, gdyż są rezerwatami. Wyróżnia się niewątpliwie większa od innych Upałty. Wyspy zgromadzone przy zachodnim brzegu jeziora oddzielają ten obszar częściowo od reszty jeziora co powoduje, że czasem obszar ten nazywane jest Mamry Małe lub Mamerki.
Przez jezioro prowadzi szlak statków białej floty pływających z Giżycka do Węgorzewa.

## Turystyka
Jezioro jest atrakcyjne turystycznie. Zalesione, mało zagospodarowane brzegi, tworzą przyjemne krajobrazy. Woda w jeziorze jest czysta (należy do pierwszej klasy czystości) i zachęca do kąpieli (szczególnie w okolicy ujścia jeziora do Węgorapy, gdzie woda jest wyjątkowo przejrzysta, choć też wyjątkowo zimna). Z północno-zachodniego brzegu jeziora wychodzi niedokończony Kanał Mazurski, który miał w zamyśle połączyć Mazury z Bałtykiem przez rzekę Pregołę. Powojenne zmiany granic (podzielenie Prus Wschodnich na polskie Mazury i rosyjski obwód królewiecki) uczyniło kontynuowanie projektu bezzasadnym. Do tego jednak czasu wybudowano większość kanału i kilka dużych śluz, które można podziwiać do dziś. Na południowym brzegu kanału znajduje się również duży kompleks bunkrów z czasów II wojny światowej – pozostałości kwatery OKH.